# Lado del evangelio y lado de la epístola

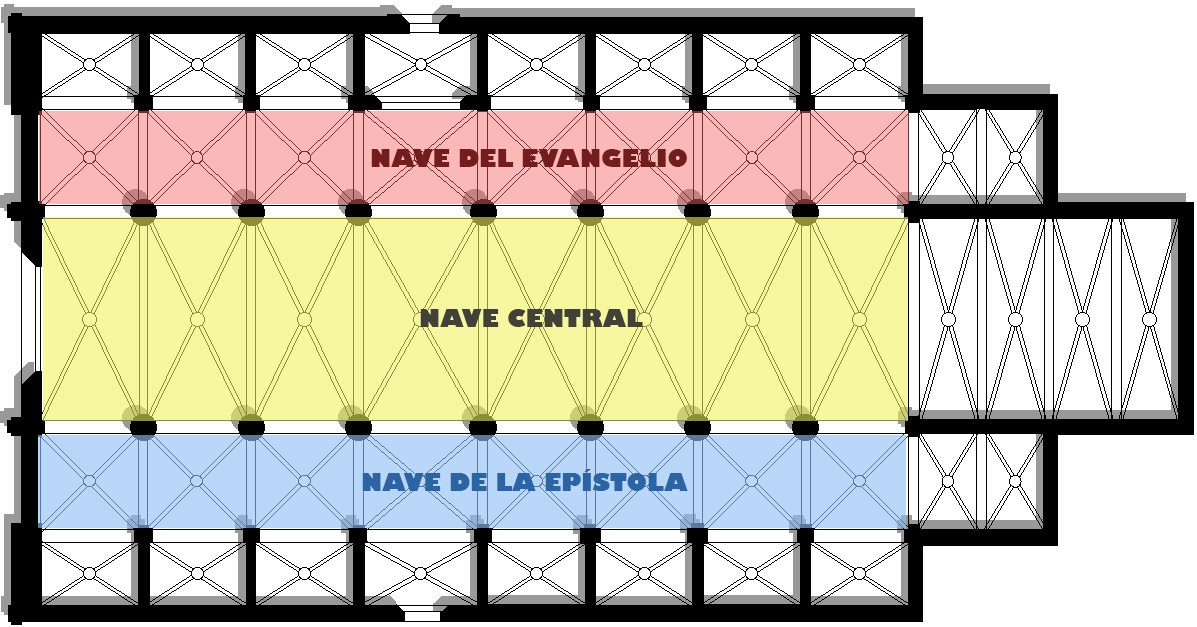
Planta de la catedral de Palma de Mallorca, donde se señalan las naves del evangelio, central y de la epístola.

El Lado del evangelio y lado de la epístola es como se denomina en los templos cristianos a los lados de la nave, en lugar hacerlo con  "lado de izquierda" y "lado de la derecha" ya que dichas denominaciones se hacen con derecha e izquierda con referencia al altar mayor, es decir, a la cabecera del templo.
El lado del evangelio es una zona de las iglesias cristianas occidentales. En ese lugar se leían los evangelios en la liturgia. De cara al altar mayor, se encuentra en el lado izquierdo. 
El  lado de la epístola, donde se leían las epístolas (cartas) canónicas en la liturgia. De cara al altar mayor, el lado de la epístola se halla a la derecha.
Por extensión se denomina nave del evangelio a la que se está situada en ese lado dentro del templo y de la misma manera nave de la epístola a la que se encuentra en el lado de la epístola.
En la liturgia tridentina, que se sigue usando aún en algunas comunidades cristianas, el lector que sostenía el misal, después de leer la epístola se movía del lado de la epístola al lado del evangelio.

## Descripciones gráficas
|                                   |
| Capillas del lado de la epístola. |

|                                  |
| Capillas del lado del evangelio. |